# Emma Rienas
Emma Rienas (ur. 15 października 1982) – szwedzka lekkoatletka, sprinterka.
W 2010 ogłosiła zakończenie kariery lekkoatletycznej, planuje podjęcie pracy w charakterze biegłego rewidenta.

## Osiągnięcia
- brązowa medalistka europejskiego festiwalu młodzieży w biegu na 100 metrów (Esbjerg 1999)[2]
- brąz mistrzostw świata juniorów (sztafeta 4 x 100 m, Santiago de Chile 2000)[3]
- reprezentantka kraju w meczach międzypaństowowych, mistrzostwach świata i Europy a także w pucharze Europy oraz w drużynowych mistrzostwach Europy
- wielokrotna złota medalistka mistrzostw kraju
- trzykrotna rekordzistka Szwecji w sztafecie 4 x 100 metrów[4]

## Rekordy życiowe
- Bieg na 100 m – 11,54 (2009)
- Bieg na 60 m (hala) – 7,32 (2009)

27 sierpnia 2005 w Göteborgu szwedzka sztafeta 4 x 100 metrów w składzie: Rienas, Carolina Klüft, Jenny Kallur oraz Susanna Kallur ustanowiła aktualny rekord kraju w tej konkurencji – 43,61